# Lake City (Florida)
Lake City település az Amerikai Egyesült Államok Florida államában, Columbia megyében, melynek megyeszékhelye is. Lakosainak száma 12 329 fő (2020. április 1.).

## Népesség
A település népességének változása:

| 2010 | 12 046 |
| 2020 | 12 329 |